# 福住站 (兵庫縣)
福住站（日语：／ Fukusumi eki */?）是位於兵庫縣多紀郡多紀町（現時：丹波篠山市向井），日本國有鐵道（國鐵）篠山線的鐵路車站（廢站）。
原本此路線計劃繼續延伸至京都府園部站（修正鐵道敷設法別表第78號）。隨著戰事結束而中止，而此站與園部之間設有國鐵巴士園篠線連結。
關於此站的站牌，曾經出現「ふくすみ FUKUSUMI」和「ふくずみ FUKUZUMI」兩種寫法。在時間表的站名欄中紀載了「ふくずみ」這個寫法。

## 歷史
- 1944年（昭和19年）3月21日：篠山線開通，此站啟用[1]。
- 1958年（昭和33年）11月1日：此站的營業範圍由「一般運輸營業」變為「一般運輸營業。但是，不支援貨到付款。」[2]。
- 1960年（昭和35年）12月15日：此站的營業範圍改為「客運、行李、小行李和車載貨物。但是，不支援送貨和貨到付款。」[3]。
- 1972年（昭和47年）3月1日：篠山線全線廢除，此站也被廢除[4]。

## 車站構造
直至車站廢除前，站舍北邊設有1條貨運月台，在該處北邊設有客運島式月台。在該客運月台中，客運列車只會停靠北邊的月台，不會使用南邊的月台。車站遺址變為國道372號。現時，車站遺址剩下刻上站名的石碑，而附近看起來像月台的遺跡不是當時車站真正的月台。

## 車站周邊
車站位於福住地區中心。曾經在站前通（舊・國道372號）設有「福住」巴士站。停靠該站的巴士站包括前往丹波篠山市街方向的篠山線替代巴士，由Wing神姬（舊・神姬綠色巴士）營運。另外也有前往園部方向的前西日本JR巴士路線（現時由京阪京都交通營運）。車站遺址作為交通樞點的身份不變。周邊地區在2012年被選為丹波篠山市福住傳統的建造物群保存地區和國家重要傳統的建造物群保存地區。
- 國道173號
- 國道372號（日语：国道372号）
- 地主稻荷神社
- 丹波篠山市政廳多紀分所（前・多紀町（日语：多紀町）公所）
- 福住郵局

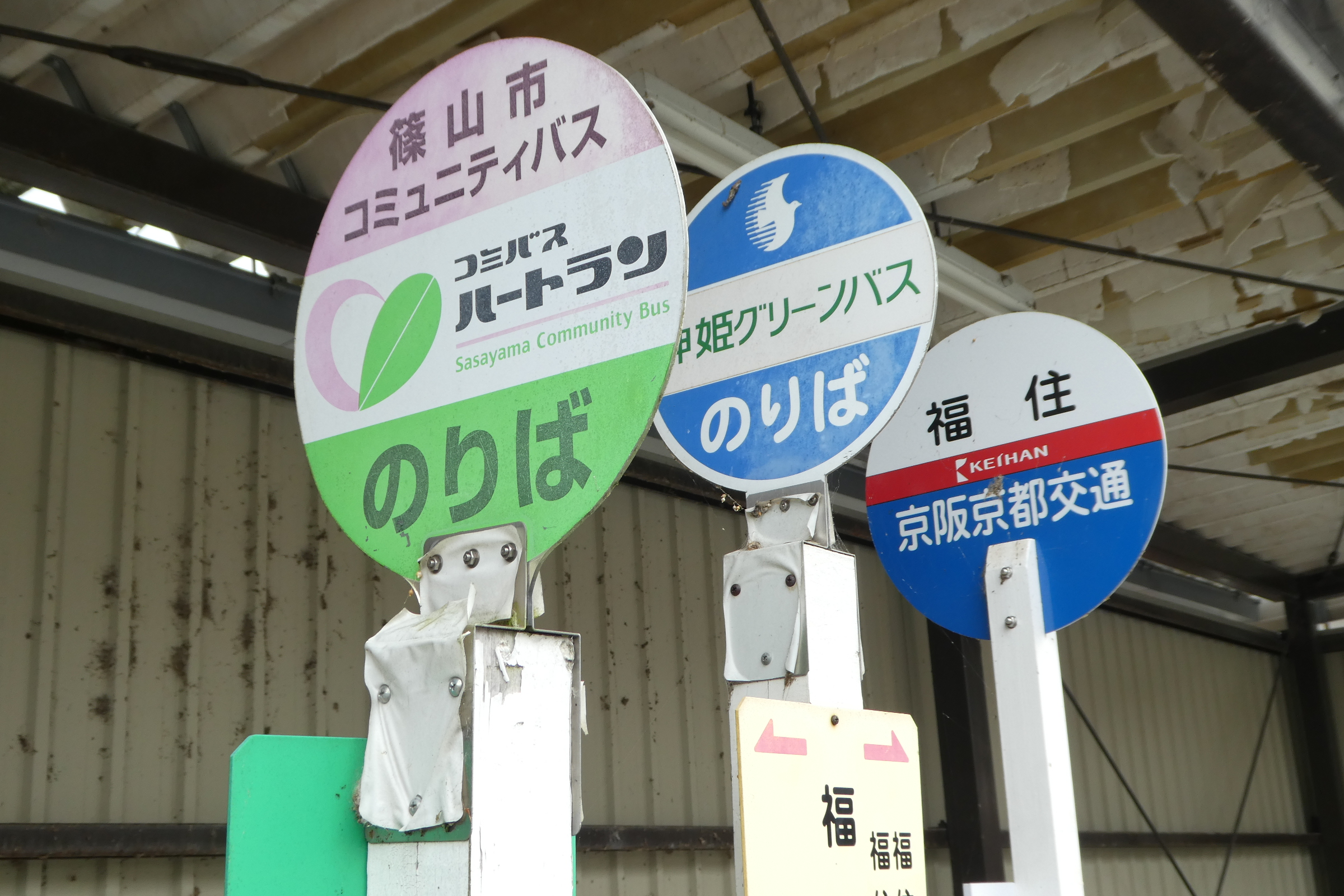
「福住」巴士站（2018年1月）
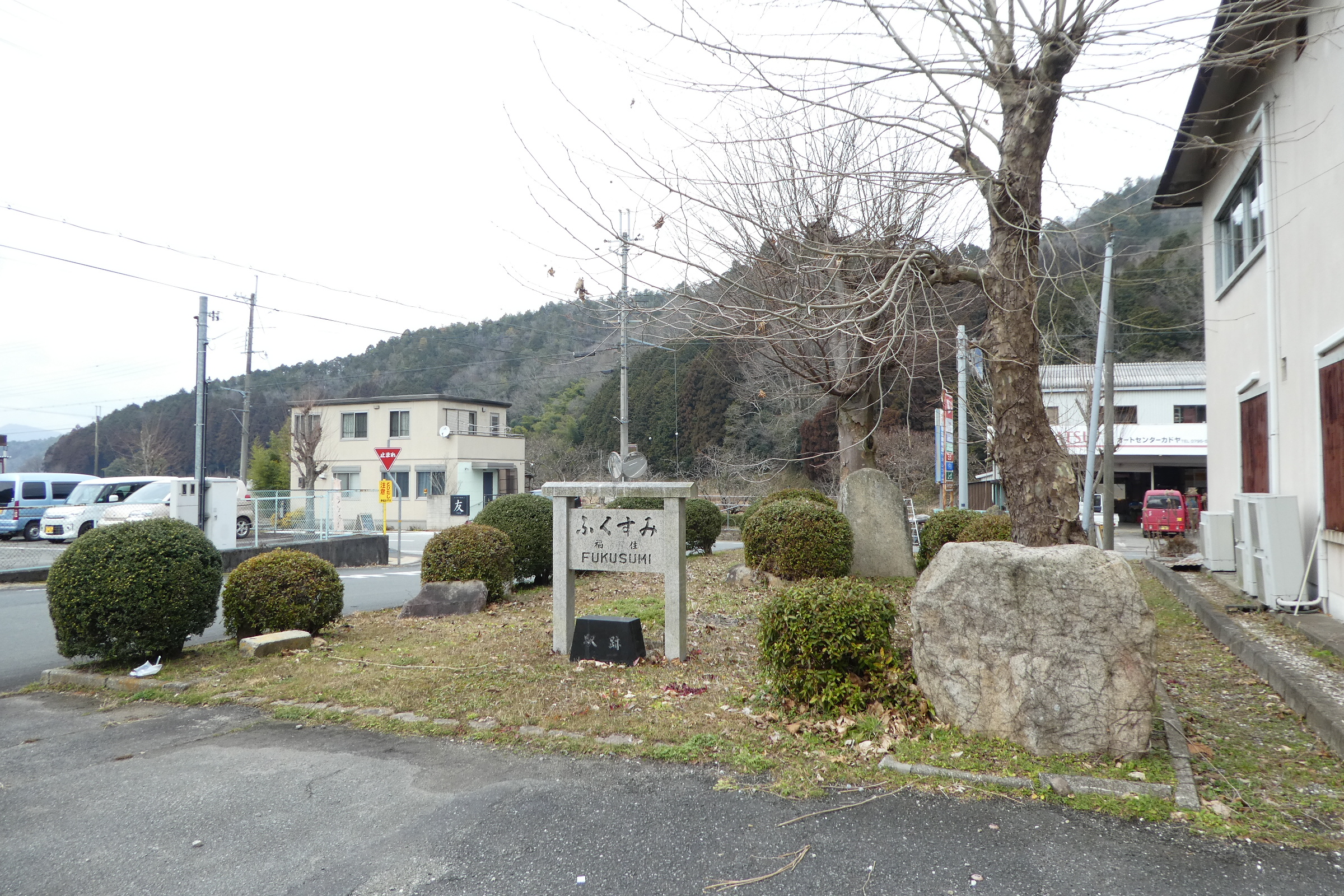
福住站石碑（2018年1月、全景）

## 相鄰車站
日本國有鐵道
篠山線
村雲－福住

## 注腳

## 相關項目
- 日本鐵路車站列表 Fu